# Janet Evans
Janet Elizabeth Evans, później Wilson (ur. 28 sierpnia 1971 w Fullerton) – amerykańska pływaczka. Wielokrotna medalistka olimpijska.
Specjalizowała się w stylu dowolnym, choć startowała także w stylu zmiennym. W 1988 w Seulu wywalczyła trzy złote medale, wszystkie w konkurencjach indywidualnych. Cztery lata później obroniła tytuł w wyścigu na 800 m kraulem, na dwukrotnie krótszym dystansie zajęła drugie miejsce. Wielokrotnie stawała na podium mistrzostw świata (łącznie 3 złote medale w 1991 oraz 1994). Autorka jednych z najlepszych rezultatów w dziejach pływania. Rekord świata na 400 metrów stylem dowolnym należał do niej przez 19 lat (1987-2006), a na 800 metrów przez 20 lat (1988-2008). W latach 1987–1988 biła także rekordy świata na 1500 metrów stylem dowolnym, rekordowy wynik na tym dystansie odebrała jej dopiero Kate Ziegler w 2007 roku.
W 1996 podczas ceremonii otwarcia igrzysk w Atlancie jako przedostatni uczestnik sztafety z ogniem olimpijskim przekazała pochodnię Muhammadowi Ali, który ostatecznie zapalił znicz.

## Starty olimpijskie
Seul 1988
- 400 m kraulem, 800 m kraulem, 400 m zmiennym – złoto

Barcelona 1992
- 800 m kraulem – złoto
- 400 m kraulem – srebro

## Rekordy świata
| Konkurencja            | Rezultat | Data             | Miejsce | Status                                |
| ---------------------- | -------- | ---------------- | ------- | ------------------------------------- |
| 400 m stylem dowolnym  | 4:05,45  | 20 grudnia 1987  | Orlando | do 22 września 1988                   |
| 400 m stylem dowolnym  | 4:03,85  | 22 września 1988 | Seul    | do 12 maja 2006 Laure Manaudou        |
| 800 m stylem dowolnym  | 8:22,44  | 27 lipca 1987    | Clovis  | do 19 sierpnia 1987 Anke Möhring      |
| 800 m stylem dowolnym  | 8:17,12  | 22 marca 1988    | Orlando | do 20 sierpnia 1989                   |
| 800 m stylem dowolnym  | 8:16,22  | 20 sierpnia 1989 | Tokio   | do 16 sierpnia 2008 Rebecca Adlington |
| 1500 m stylem dowolnym | 16:00,73 | 31 lipca 1987    | Orlando | do 26 marca 1988                      |
| 1500 m stylem dowolnym | 15:52,10 | 26 marca 1988    | Orlando | do 17 czerwca 2007 Kate Ziegler       |